# Torba (Turkije)
Torba is een klein plaatsje in de provincie Muğla in Turkije, en ligt op ongeveer 5 km ten noorden van de stad Bodrum. Er wonen een 2700-tal mensen.
Torba is gelegen aan een groenrijke baai aan de noordkust van het schiereiland van Bodrum.
Het is een klein maar vooral rustig plaatsje met diverse kiezelstrandjes en een klein authentiek haventje.
Het stond bekend als een vissersdorpje, maar nu staan er een aantal vakantiecomplexen. De meeste van deze accommodaties liggen buiten het dorp aan de kust ten noorden van Torba.
Torba is makkelijk met de Dolmus te bereiken vanaf Bodrum.